# Classificazione di Cormack-Lehane
La classificazione (o scala) di Cormack-Lehane classifica, in base alle strutture osservate, la visione ottenuta alla laringoscopia diretta. 
È stata inizialmente descritta da Ronald Sidney Cormack e John Robert Lehane, del Northwick Park Hospital (Harrow), nel 1984 come un modo per simulare potenziali scenari che può affrontare chi impara le pratiche anestesiologiche.
Cormack e Lehane ricercavano gli studi precedenti sulle morti materne in Inghilterra e Galles, esaminando specificamente l'inalazione polmonare; rilevarono che l'intubazione difficile era ben nota per alcune malattie (ad esempio la spondilite anchilosante) ma non erano ben documentati i motivi per cui potesse sorgere la difficoltà in pazienti sani. Idearono quindi il loro sistema di classificazione, un semplice punteggio relativo alla visione ottenuta con la laringoscopia diretta, facilitando la descrizione di quella che poteva essere un'intubazione facile (grado 1 e 2) o un'intubazione difficile (grado 3 e 4).
Una versione modificata, che suddivide il grado 2 in 2a e 2b, è stata proposta nel 1998 da Steve M. Yentis: 2a è una vista parziale della glottide, mentre 2b è solo della parete posteriore della glottide, o solo delle cartilagini aritenoidi.
La scarsa conoscenza della classificazione di Cormack-Lehane viene attribuita all’utilizzo improprio di altre scale, come quella di Mallampati, che nella maggior parte dei casi viene scambiata con quella di Cormack-Lehane.
| Grado | Visione                                                                                   | Rischio di intubazione difficile |
| ----- | ----------------------------------------------------------------------------------------- | -------------------------------- |
| 1     | Visione completa della glottide                                                           | <1%                              |
| 2a    | Visione parziale della glottide                                                           | 4,3 - 13,4%                      |
| 2b    | Visione solo dell'estremità posteriore della glottide o solo delle cartilagini aritenoidi | 65 - 67,4%                       |
| 3     | Visione solo dell'epiglottide; glottide non in vista                                      | 80 - 87,5%                       |
| 4     | Né glottide né epiglottide visibili                                                       | Altissimo                        |